# NASCAR Sprint Cup 2011

Logo des Sprint Cup

Der NASCAR Sprint Cup 2011 begann am 12. Februar 2011 mit dem Budweiser Shootout auf dem Daytona International Speedway, gefolgt vom 53. Daytona 500 am 20. Februar 2011. Der Chase for the Sprint Cup begann am 18. September 2011 mit dem LifeLock.com 400 auf dem Chicagoland Speedway. Die Saison endete am 20. November 2011 mit dem Ford 400 im Zuge des Ford Championship Weekends mit dem Gewinn der Meisterschaft durch Tony Stewart aufgrund der höheren Anzahl an Siegen im Vergleich zum punktgleichen Carl Edwards (5 – 1).

## Regeländerungen
In der Saison 2011 durfte weniger die Boxenmauer bei Pit-Stops überqueren, da Anpassungen an den Treibstoffkannen ('fuel cans') vorgenommen wurden. 2011 wurde Sonoco-E15-Treibstoff verwendet – Treibstoff mit einem Bio-Ethanol-Anteil von 15 %. Änderungen an den Tankanlagen machten jenen Mann überflüssig, der bisher überfließenden Treibstoff aufgefangen hat ('catch man'). 

Des Weiteren mussten Fahrer ab der 2011er Saison vor Beginn der Meisterschaft bekanntgeben, um welchen der 3 Einzeltitel sie kämpfen (Sprint Cup, Nationwide, Truck Series). Fahrer konnten in allen drei Serien an den Start gehen. Die Punkte zählten in den Serien, um deren Titel sie nicht fuhren, jedoch nur für die jeweilige Ownerwertung.
Die Änderungen am Punktesystem sind auf den ersten Blick umfangreich, führten aber nur zu einer leichten Änderung der Gewichtung zu Gunsten der vorderen Plätze:
| Platzierung           | bisherige Punkte                      | Punkte nach neuem System           |
| --------------------- | ------------------------------------- | ---------------------------------- |
| 1                     | 185 (keine Bonuspunkte)               | 43 (+3 Punkte Bonus)               |
| 2-6                   | 170-150 (5 Punkte zw. jeder Position) | 42-38 (1 Punkt zw. jeder Position) |
| 7-11                  | 146-130(4 Punkte zw. jeder Position)  | 37-33 (1 Punkt zw. jeder Position) |
| 12-43                 | 127-34 (3 Punkte zw. jeder Position)  | 32-1 (1 Punkt zw. jeder Position)  |
| Führungsrunde         | 5 Bonuspunkte                         | 1 Bonuspunkt                       |
| meiste Führungsrunden | 5 Bonuspunkte                         | 1 Bonuspunkt                       |

Konnten bisher die 12 bestplatzierten Fahrer am Kampf um die Meisterschaft teilnehmen ('The Chase'), so waren dies nun die 10 bestplatzierten Fahrer. Zusätzlich waren jene 2 Fahrer startberechtigt, die zwischen Platz 11 und 20 platziert waren und die meisten Rennen gewonnen hatten. Sollten die Plätze 11 bis 20 von Fahrern belegt worden sein, die kein Rennen gewinnen konnten, so waren der 11. und 12. Fahrer des Grunddurchganges startberechtigt.

## Teilnehmer
Folgende Teams und Fahrer haben an den Rennen der Saison 2011 teilgenommen.
| Team                      | Automarke | Nummer | Sponsor                                 | Fahrer                |
| ------------------------- | --------- | ------ | --------------------------------------- | --------------------- |
| Earnhardt Ganassi Racing  | Chevrolet | 1      | Bass Pro Shops                          | Jamie McMurray        |
| Earnhardt Ganassi Racing  | Chevrolet | 42     | Target                                  | Juan Pablo Montoya    |
| FAS Lane Racing           | Ford      | 32     | U.S. Chrome                             | Terry Labonte         |
| Front Row Motorsports     | Ford      | 38     | Long John Silver’s                      | Travis Kvapil         |
| Front Row Motorsports     | Ford      | 37     | North Texas Pipe                        | Robert Richardson     |
| Front Row Motorsports     | Ford      | 34     | Taco Bell                               | David Gilliland       |
| Furniture Row Racing      | Chevrolet | 78     | Furniture Row                           | Regan Smith           |
| Germain Racing            | Toyota    | 13     | Geico                                   | Casey Mears           |
| Germain Racing            | Toyota    | 60     | Tire Kingdom                            | Todd Bodine           |
| Hendrick Motorsports      | Chevrolet | 5      | GoDaddy.com                             | Mark Martin           |
| Hendrick Motorsports      | Chevrolet | 24     | Drive to End Hunger                     | Jeff Gordon           |
| Hendrick Motorsports      | Chevrolet | 48     | Lowe’s                                  | Jimmie Johnson        |
| Hendrick Motorsports      | Chevrolet | 88     | National Guard / AMP Energy             | Dale Earnhardt junior |
| HP Racing                 | Toyota    | 66     | TBA                                     | Michael McDowell      |
| Joe Gibbs Racing          | Toyota    | 11     | FedEx                                   | Denny Hamlin          |
| Joe Gibbs Racing          | Toyota    | 18     | M&M’s                                   | Kyle Busch            |
| Joe Gibbs Racing          | Toyota    | 20     | The Home Depot                          | Joey Logano           |
| JTG Daugherty Racing      | Toyota    | 47     | Bush's Baked Beans                      | Bobby Labonte         |
| K-Automotive Motorsports  | Dodge     | 92     | Discount Tire Company (nur Daytona 500) | Brian Keselowski      |
| Keyed-Up Motorsports      | Chevrolet | 90     | −                                       | Scott Riggs           |
| Max Q Motorsports         | Toyota    | 64     | Sta-Bil                                 | Derrike Cope          |
| Michael Waltrip Racing    | Toyota    | 00     | Aaron’s                                 | David Reutimann       |
| Michael Waltrip Racing    | Toyota    | 15     | NAPA                                    | Michael Waltrip       |
| Michael Waltrip Racing    | Toyota    | 56     | NAPA                                    | Martin Truex junior   |
| NEMCO Motorsports         | Toyota    | 87     | AM FM Energy                            | Joe Nemechek          |
| NEMCO Motorsports         | Toyota    | 97     | ExtenZe                                 | Kevin Conway          |
| Penske Racing             | Dodge     | 2      | Miller Lite                             | Brad Keselowski       |
| Penske Racing             | Dodge     | 22     | Shell / Pennzoil                        | Kurt Busch            |
| Phoenix Racing            | Chevrolet | 09     | TBA                                     | Bill Elliott          |
| Red Bull Racing Team      | Toyota    | 4      | Red Bull                                | Kasey Kahne           |
| Red Bull Racing Team      | Toyota    | 83     | Red Bull                                | Brian Vickers         |
| Richard Childress Racing  | Chevrolet | 27     | Menards                                 | Paul Menard           |
| Richard Childress Racing  | Chevrolet | 29     | Budweiser                               | Kevin Harvick         |
| Richard Childress Racing  | Chevrolet | 31     | Caterpillar                             | Jeff Burton           |
| Richard Childress Racing  | Chevrolet | 33     | Cheerios                                | Clint Bowyer          |
| Richard Petty Motorsports | Ford      | 9      | Stanley Tools                           | Marcos Ambrose        |
| Richard Petty Motorsports | Ford      | 43     | Best Buy                                | A. J. Allmendinger    |
| Robby Gordon Motorsports  | Dodge     | 7      | Speed Energy Drink                      | Robby Gordon          |
| Roush Fenway Racing       | Ford      | 6      | UPS                                     | David Ragan           |
| Roush Fenway Racing       | Ford      | 16     | 3M                                      | Greg Biffle           |
| Roush Fenway Racing       | Ford      | 17     | Crown Royal                             | Matt Kenseth          |
| Roush Fenway Racing       | Ford      | 99     | Aflac                                   | Carl Edwards          |
| Rusty Wallace Racing      | Toyota    | 77     | 5-Hour Energy                           | Steve Wallace         |
| Stewart Haas Racing       | Chevrolet | 14     | Mobil 1 / Office Depot                  | Tony Stewart          |
| Stewart Haas Racing       | Chevrolet | 39     | U.S. Army                               | Ryan Newman           |
| Tommy Baldwin Racing      | Chevrolet | 36     | Golden Corral                           | Dave Blaney           |
| TRG Motorsports           | Chevrolet | 71     | Super Eco-Fuel Saver (nur Daytona 500)  | Andy Lally            |
| Whitney Motorsports       | Chevrolet | 46     | −                                       | J. J. Yeley           |
| Wood Brothers Racing      | Ford      | 21     | Motorcraft                              | Trevor Bayne          |

## Rennkalender
| Datum                                       | Rennen                                                 | Rennstrecke                     | Pole-Position         | Sieger          |
| ------------------------------------------- | ------------------------------------------------------ | ------------------------------- | --------------------- | --------------- |
| 12.02.2011                                  | Budweiser Shootout *                                   | Daytona International Speedway  | Dale Earnhardt junior | Kurt Busch      |
| 17.02.2011                                  | Gatorade Duel 1 *                                      | Daytona International Speedway  | Dale Earnhardt junior | Kurt Busch      |
| 17.02.2011                                  | Gatorade Duel 2 *                                      | Daytona International Speedway  | Jeff Gordon           | Jeff Burton     |
| 20.02.2011                                  | Daytona 500                                            | Daytona International Speedway  | Dale Earnhardt junior | Trevor Bayne    |
| 27.02.2011                                  | Subway Fresh Fit 500                                   | Phoenix International Raceway   | Carl Edwards          | Jeff Gordon     |
| 06.03.2011                                  | Kobalt Tools 400                                       | Las Vegas Motor Speedway        | Matt Kenseth          | Carl Edwards    |
| 20.03.2011                                  | Jeff Byrd 500                                          | Bristol Motor Speedway          | Carl Edwards          | Kyle Busch      |
| 27.03.2011                                  | Auto Club 400                                          | Auto Club Speedway              | Juan Pablo Montoya    | Kevin Harvick   |
| 03.04.2011                                  | Goody’s Fast Relief 500                                | Martinsville Speedway           | Jamie McMurray        | Kevin Harvick   |
| 09.04.2011                                  | Samsung Mobile 500                                     | Texas Motor Speedway            | David Ragan           | Matt Kenseth    |
| 17.04.2011                                  | Aaron’s 499                                            | Talladega Superspeedway         | Jeff Gordon           | Jimmie Johnson  |
| 30.04.2011                                  | Crown Royal presents the Matthew and Daniel Hansen 400 | Richmond International Raceway  | Juan Pablo Montoya    | Kyle Busch      |
| 07.05.2011                                  | Showtime Southern 500                                  | Darlington Raceway              | Kasey Kahne           | Regan Smith     |
| 15.05.2011                                  | FedEx 400 benefiting Autism Speaks                     | Dover International Speedway    | Jimmie Johnson        | Matt Kenseth    |
| 21.05.2011                                  | Sprint Showdown *                                      | Charlotte Motor Speedway        | David Ragan           | David Ragan     |
| 21.05.2011                                  | Sprint All-Star Race XXVI *                            | Charlotte Motor Speedway        | Kyle Busch            | Carl Edwards    |
| 29.05.2011                                  | Coca-Cola 600                                          | Charlotte Motor Speedway        | Brad Keselowski       | Kevin Harvick   |
| 05.06.2011                                  | STP 400                                                | Kansas Speedway                 | Kurt Busch            | Brad Keselowski |
| 12.06.2011                                  | 5-Hour Energy 500                                      | Pocono Raceway                  | Kurt Busch            | Jeff Gordon     |
| 19.06.2011                                  | Heluva Good! Sour Cream Dips 400                       | Michigan International Speedway | Kurt Busch            | Denny Hamlin    |
| 26.06.2011                                  | Toyota/Save Mart 350                                   | Infineon Raceway                | Joey Logano           | Kurt Busch      |
| 02.07.2011                                  | Coke Zero 400                                          | Daytona International Speedway  | Mark Martin           | David Ragan     |
| 09.07.2011                                  | Quaker State 400                                       | Kentucky Speedway               | Kyle Busch            | Kyle Busch      |
| 17.07.2011                                  | Lenox Industrial Tools 301                             | New Hampshire Motor Speedway    | Ryan Newman           | Ryan Newman     |
| 31.07.2011                                  | Brickyard 400                                          | Indianapolis Motor Speedway     | David Ragan           | Paul Menard     |
| 07.08.2011                                  | Pennsylvania 500                                       | Pocono Raceway                  | Joey Logano           | Brad Keselowski |
| 14.08.2011                                  | Heluva Good! Sour Cream Dips at the Glen               | Watkins Glen International      | Kyle Busch            | Marcos Ambrose  |
| 21.08.2011                                  | Pure Michigan 400                                      | Michigan International Speedway | Greg Biffle           | Kyle Busch      |
| 27.08.2011                                  | Irwin Tools Night Race                                 | Bristol Motor Speedway          | Ryan Newman           | Brad Keselowski |
| 04.09.2011                                  | AdvoCare 500                                           | Atlanta Motor Speedway          | Kasey Kahne           | Jeff Gordon     |
| 10.09.2011                                  | Air Guard 400                                          | Richmond International Raceway  | David Reutimann       | Kevin Harvick   |
| Hier beginnt der „Chase for the Sprint Cup“ |                                                        |                                 |                       |                 |
| 18.09.2011                                  | Geico 400                                              | Chicagoland Speedway            | Matt Kenseth          | Tony Stewart    |
| 25.09.2011                                  | Sylvania 300                                           | New Hampshire Motor Speedway    | Ryan Newman           | Tony Stewart    |
| 02.10.2011                                  | AAA 400                                                | Dover International Speedway    | Martin Truex junior   | Kurt Busch      |
| 09.10.2011                                  | Hollywood Casino 400                                   | Kansas Speedway                 | Greg Biffle           | Jimmie Johnson  |
| 15.10.2011                                  | Bank of America 500                                    | Charlotte Motor Speedway        | Tony Stewart          | Matt Kenseth    |
| 23.10.2011                                  | Good Sam Club 500                                      | Talladega Superspeedway         | Mark Martin           | Clint Bowyer    |
| 30.10.2011                                  | Tums Fast Relief 500                                   | Martinsville Speedway           | Carl Edwards          | Tony Stewart    |
| 06.11.2011                                  | AAA Texas 500                                          | Texas Motor Speedway            | Greg Biffle           | Tony Stewart    |
| 13.11.2011                                  | Kobalt Tools 500                                       | Phoenix International Raceway   | Matt Kenseth          | Kasey Kahne     |
| 20.11.2011                                  | Ford 400                                               | Homestead-Miami Speedway        | Carl Edwards          | Tony Stewart    |

* = Rennen, bei denen keine Punkte vergeben wurden

## Ausgeführte Rennen

### Budweiser Shootout – Daytona International Speedway, Florida
Bereits von Beginn an zeigte sich ein neuer Renncharakter: Wie schon in vergangenen Jahren waren zwei Autos im Bumpdrafting auf Superspeedways schneller als das Feld. Erstmals bildeten sich jedoch im gesamten Feld Zweierpaare, die über Runden gemeinsam fuhren und über 200 Meilen pro Stunde erreichten.
 
Nach der Competition Caution in Runde 25 erfolgte ein Restart und kurz danach kam es nach einer Karambolage im Mittelfeld zur ersten Gelblichtphase im Rennverlauf, ausgelöst von einer zu optimistischen Bewegung nach innen von Regan Smith. Kyle Busch/Mark Martin sowie Michael Waltrip/Tony Stewart verursachten bei fehlgeschlagenen Bumpdratfing-Versuchen weitere Gelbphasen.

Auf den letzten Metern setzte sich das Paar Busch/McMurray durch, das bis zur Ziellinie Stoßstange an Stoßstange fuhren. Hamlin versuchte hingegen seinen Partner Newman noch vor der Ziellinie zu überholen, wobei er unter die Begrenzungslinie gedrängt und später strafversetzt wurde.
| Platz | Wagen-Nr. | Fahrer         | Automarke | Team                     |
| ----- | --------- | -------------- | --------- | ------------------------ |
| 1     | 22        | Kurt Busch     | Dodge     | Penske Racing            |
| 2     | 1         | Jamie McMurray | Chevrolet | Earnhardt Ganassi Racing |
| 3     | 39        | Ryan Newman    | Chevrolet | Stewart-Haas Racing      |

### Daytona 500 – Daytona International Speedway, Florida
Jeff Gordon startete das Daytona 500 von der Spitze des Feldes und von Beginn an waren wie in den letzten Rennen in Daytona Zweierpaare im Bump-Drafting unterwegs. Bereits in den ersten Runden kam es zu Gelbphasen, die noch glimpflich verliefen. Zum The Big One kam es bereits in Runde 29 mit mehr als 15 beteiligten Wagen. Die Gefährlichkeit des Fahrens Stoßstange an Stoßstange zeigte sich in zahlreichen weiteren Gelbphasen. 

Zehn Runden vor Schluss bewegten sich fünf Paare auf die Ziellinie zu. Aggressive Fahrweise und geringe Abstände führten fünf Runden vor Schluss zu einer weiteren Karambolage mit mehreren Beteiligten, gerade zu einem Zeitpunkt, als Trevor Bayne, der sich im frühen Rennverlauf durch defensive Fahrweise auszeichnete, David Ragan an Position eins gepuscht hatte. Der erste Restart führte nur zu einer weiteren Gelbphase; Ragan wurde wegen zu frühem Positionswechsel disqualifiziert. Bayne wurde im letzten Restart von Bobby Labonte gepuscht und konnte sich absetzen. Carl Edwards und David Gilliland konnten in einem Run an die Spitze Labonte noch vor der Ziellinie abfangen. Trevor Bayne blockte jedoch gekonnt auf den letzten Metern und gewann damit in seinem zweiten Sprint-Cup-Rennen im Alter von 20 Jahren das bedeutendste Rennen der Serie. Er war damit der jüngste Sieger des Rennens, in einem Event mit den meisten je verzeichneten Gelblichtphasen und Führungswechseln in einem Daytona 500.
| Platz | Wagen-Nr. | Fahrer          | Automarke | Team                  |
| ----- | --------- | --------------- | --------- | --------------------- |
| 1     | 21        | Trevor Bayne    | Ford      | Wood Brothers Racing  |
| 2     | 99        | Carl Edwards    | Ford      | Roush Fenway Racing   |
| 3     | 34        | David Gilliland | Ford      | Front Row Motorsports |

### Kobalt Tools 400 – Las Vegas Motor Speedway, Nevada
Carl Edwards konnte das Rennen in Las Vegas gewinnen, nachdem er in den Daytona 500 nur als Zweiter ins Ziel gekommen war und in Phoenix sein Auto an der Mauer zerstört hatte. Matt Kenseth startete zwar aus der Pole-Position, konnte jedoch nicht entscheidend in den Kampf um die Führung eingreifen. Zahlreiche Mitfavoriten hatten Probleme (Gordon: nach Einschlag in Mauer durch Reifenschaden; Kyle Busch: Motorschaden; Tony Stewart: Probleme an den Boxen) – schließlich setzte sich Carl Edwards durch.
| Platz | Wagen-Nr. | Fahrer             | Automarke | Team                     |
| ----- | --------- | ------------------ | --------- | ------------------------ |
| 1     | 99        | Carl Edwards       | Ford      | Roush Fenway Racing      |
| 2     | 15        | Tony Stewart       | Chevrolet | Stewart Haas Racing      |
| 3     | 42        | Juan Pablo Montoya | Chevrolet | Earnhardt Ganassi Racing |

### Jeff Byrd 500 presented by Food City – Bristol Motor Speedway, Tennessee
Das Rennen in Bristol, der Sportstätte mit der achthöchsten Zuschauerkapazität weltweit, wurde in der Endphase von Kyle Busch, Carl Edwards und Jimmie Johnson dominiert. Den drei Top-Platzierten gelang es, bis zum Ende des Rennens weitgehend unbeschädigt zu bleiben, während in typischer Bristol-Manier viele Wagen mit schweren Schäden noch ins Ziel kamen. 
Kyle Busch gewann das fünfte Rennen in Bristol in Folge – in drei unterschiedlichen Rennserien – und führt damit auch die Sprint-Cup-Wertung nach vier Meisterschaftsrennen vor Carl Edwards an.
| Platz | Wagen-Nr. | Fahrer         | Automarke | Team                 |
| ----- | --------- | -------------- | --------- | -------------------- |
| 1     | 18        | Kyle Busch     | Toyota    | Joe Gibbs Racing     |
| 2     | 99        | Carl Edwards   | Ford      | Roush Fenway Racing  |
| 3     | 48        | Jimmie Johnson | Chevrolet | Hendrick Motorsports |

### Auto Club 400 – Auto Club Speedway, Kalifornien
Das Rennen in Fontana wurde über lange Zeit von Tony Stewart, Kyle Busch und Ryan Newman dominiert; Kyle Busch konnte mehr als 150 der 200 Rennrunden führen. Nur vier Gelbphasen führten zu Rennunterbrechungen, zwei davon innerhalb der letzten 30 Rennrunden.
Bobby Labonte verursachte nach einem Reifenschaden 15 Runden vor Schluss die letzte Gelbphase, da er den Einschlag in der Mauer nicht vermeiden konnte. Die führenden sieben Fahrer nutzten die Gelbphase nicht, um frische Reifen aufzuziehen, sondern behielten lieber ihre Rennposition. Busch, der insbesondere bei langen Grünphasen sehr stark war, konnte sich trotz Führung beim Re-Start in den letzten Runden nicht durchsetzen. Stattdessen schloss Kevin Harvick zu den Führenden auf. In einem dramatischen Finish schob er Johnson in die Schlusskurve, sodass dieser kämpfen musste, um die Kontrolle über seinen Chevrolet zu behaupten. Harvick konnte außen passieren, führte die letzten 200 Meter des Rennens und gewann.
| Platz | Wagen-Nr. | Fahrer         | Automarke | Team                     |
| ----- | --------- | -------------- | --------- | ------------------------ |
| 1     | 29        | Kevin Harvick  | Chevrolet | Richard Childress Racing |
| 2     | 48        | Jimmie Johnson | Chevrolet | Hendrick Motorsports     |
| 3     | 18        | Kyle Busch     | Toyota    | Joe Gibbs Racing         |

### Goody’s Fast Relief 500 – Martinsville Speedway, Virginia
Jamie McMurray startete als Trainingsschnellster das Rennen an der Spitze. Über weite Phasen des Rennens war die innere Spur (inside lane) auf Grund des Gummiabriebes wesentlich schneller – so verlor McMurray gleich mehrere Positionen, als sich Kasey Kahne in Runde 32 innen an die Spitze drängen konnte. Nach zahlreichen Führungswechseln kam es in Runde 221 zu einer Rennunterbrechung, als Martin Truex mit steckengebliebenem Gaspedal zuerst Kasey Kahne traf und dann hart in die Begrenzungsmauer einschlug. Die Fahrer blieben unverletzt, umfangreiche Aufräumarbeiten waren jedoch nötig.
Gegen Ende des Rennens führte Kyle Busch, wurde jedoch mit Bump-and-Runs von Dale Earnhardt junior und Kevin Harvick überholt. Harvick konnte sich vier Runden vor Schluss gegen Earnhardt durchsetzen; dieser versuchte zwar noch zu kontern, musste seinen zweiten Platz aber schließlich noch hart gegen Busch verteidigen.
| Platz | Wagen-Nr. | Fahrer                | Automarke | Team                     |
| ----- | --------- | --------------------- | --------- | ------------------------ |
| 1     | 29        | Kevin Harvick         | Chevrolet | Richard Childress Racing |
| 2     | 88        | Dale Earnhardt junior | Chevrolet | Hendrick Motorsports     |
| 3     | 18        | Kyle Busch            | Toyota    | Joe Gibbs Racing         |

### Samsung Mobile 500 – Texas Motor Speedway, Texas
David Ragan startete das Rennen in Texas von der ersten Pole-Position seiner Karriere. In der für den Texas Motor Speedway typischen Art waren die Kontrahenten bereits in den ersten Runden zu dritt oder viert nebeneinander in Positionskämpfe verwickelt. Ebenso eng liefen die Pit-Stops ab, mehrmals kam es zu Zusammenstößen in der Boxengasse, die mit Blechschäden und gegen die Fahrtrichtung stehenden Fahrzeugen endeten.
Matt Kenseth und seine Teamkollegen von Roush Fenway Racing konnten sich recht früh in Spitzenpositionen zeigen. Kenseth führte in weiterer Folge einige Short Pit Stops durch und konnte sich an der Spitze behaupten. Tony Stewart und Jeff Gordon spekulierten auf eine Gelbphase und führten ihre Boxenstopps so spät wie möglich durch. Gegen Rennende versuchten sie, einen Tankstopp gegenüber dem Führenden zu sparen, rollten aber in den letzten Runden ohne Sprit aus. Kenseth gewann das Rennen unbedrängt.
| Platz | Wagen-Nr. | Fahrer       | Automarke | Team                     |
| ----- | --------- | ------------ | --------- | ------------------------ |
| 1     | 17        | Matt Kenseth | Ford      | Roush Fenway Racing      |
| 2     | 33        | Clint Bowyer | Chevrolet | Richard Childress Racing |
| 3     | 99        | Carl Edwards | Ford      | Roush Fenway Racing      |

### Aaron’s 499 – Talladega Superspeedway, Alabama
Das Rennen auf dem Superspeedway in Alabama wurde durch die vier Hendrick Chevrolets von Jeff Gordon, Jimmie Johnson, Mark Martin und Dale Earnhardt Jr. in die erste Runde geführt. Wie auch schon in Daytona setzten sich über den Großteil der Renndistanz die Two-Car-Trains durch, welche schon in den Trainingssessions intensiv trainiert wurden. In Runde 28 kam es zum ersten Zwischenfall, als Kurt Busch Landon Cassill in den Wagen von Brian Vickers schob und sich dieser auf der Gegengeraden in Richtung des nachfolgenden Verkehrs drehte. Es kam allerdings zu keiner weiteren Kollision.
In Runde 62 schob Kurt Busch Brad Keselowski ebenfalls von der Fahrbahn, wobei Marcos Ambrose und Trevor Bayne nicht verschont wurden. Zeitgleich ging der Wagen von Kasey Kahne in Flammen auf. Kurioserweise wurde auch David Reagan zu diesem Zeitpunkt von einem Motorschaden überrascht.
In der 140. Runde schob Joey Logano seinen Teamkollegen Kyle Busch versehentlich von der Strecke. Matt Kenseth wurde ebenfalls mitgerissen. 31 Runden später wurde auch Juan Pablo Montoya unschuldig in eine Kollision verwickelt und musste aufgeben. Die Schlussphase war in puncto Spannung kaum zu überbieten. Die Piloten der Hendrick-Chevrolets zeigten nun all ihre Erfahrung und kämpften sich Richtung Ziellinie. Jimmie Johnson wurde schließlich von Dale Earnhardt Jr. über die Linie geschoben und gewann mit 0,002 Sekunden vor Clint Bowyer. Insgesamt lagen die ersten sechs Fahrzeuge innerhalb einer Zehntelsekunde.
| Platz | Wagen-Nr. | Fahrer         | Automarke | Team                     |
| ----- | --------- | -------------- | --------- | ------------------------ |
| 1     | 48        | Jimmie Johnson | Chevrolet | Hendrick Motorsports     |
| 2     | 33        | Clint Bowyer   | Chevrolet | Richard Childress Racing |
| 3     | 24        | Jeff Gordon    | Chevrolet | Hendrick Motorsports     |

## Gesamtwertung

### Fahrerwertung
nach Rennen 36 von 36
| Pos. | Fahrer             | Punkte |
| ---- | ------------------ | ------ |
| 1.   | Tony Stewart       | 2403   |
| 2.   | Carl Edwards       | 2403   |
| 3.   | Kevin Harvick      | 2345   |
| 4.   | Matt Kenseth       | 2330   |
| 5.   | Brad Keselowski    | 2319   |
| 6.   | Jimmie Johnson     | 2304   |
| 7.   | Dale Earnhardt jr. | 2290   |
| 8.   | Jeff Gordon        | 2287   |
| 9.   | Denny Hamlin       | 2284   |
| 10.  | Ryan Newman        | 2284   |
|      | ...                |        |

### Herstellerwertung
Stand: Nach 36 von 36 Rennen
| Pos. | Hersteller | Siege | Punkte |
| ---- | ---------- | ----- | ------ |
| 1.   | Chevrolet  | 18    | 248    |
| 2.   | Ford       | 7     | 195    |
| 3.   | Toyota     | 6     | 187    |
| 4.   | Dodge      | 5     | 162    |